# Lijst van olympische medaillewinnaars rodelen
Rodelen is een van de sporten die op de Olympische Winterspelen worden beoefend. Deze pagina geeft de lijst van olympische medaillewinnaars in deze sport.

## Mannen enkel

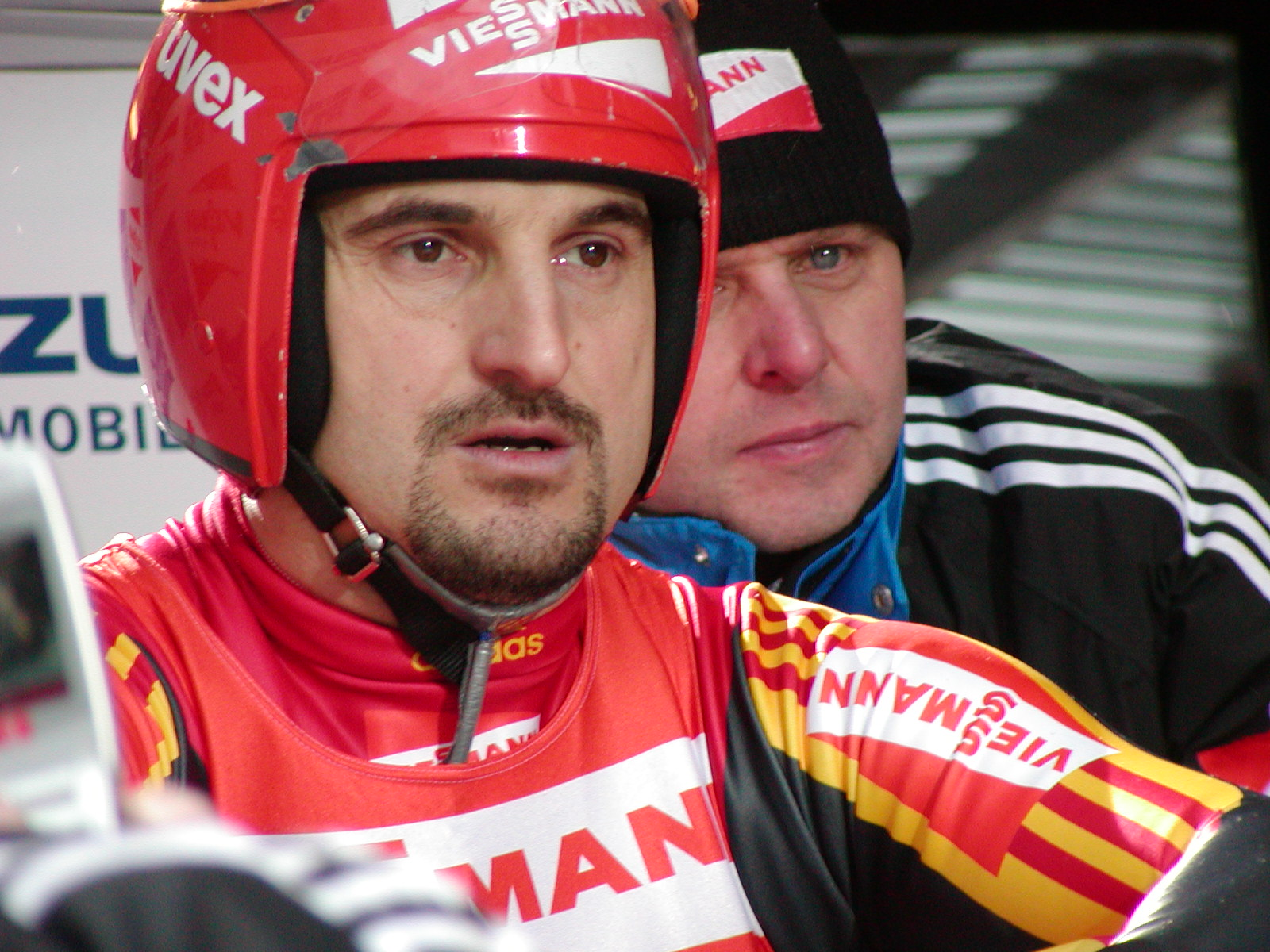
Georg Hackl, Olympisch kampioen 1992, 1994 en 1998
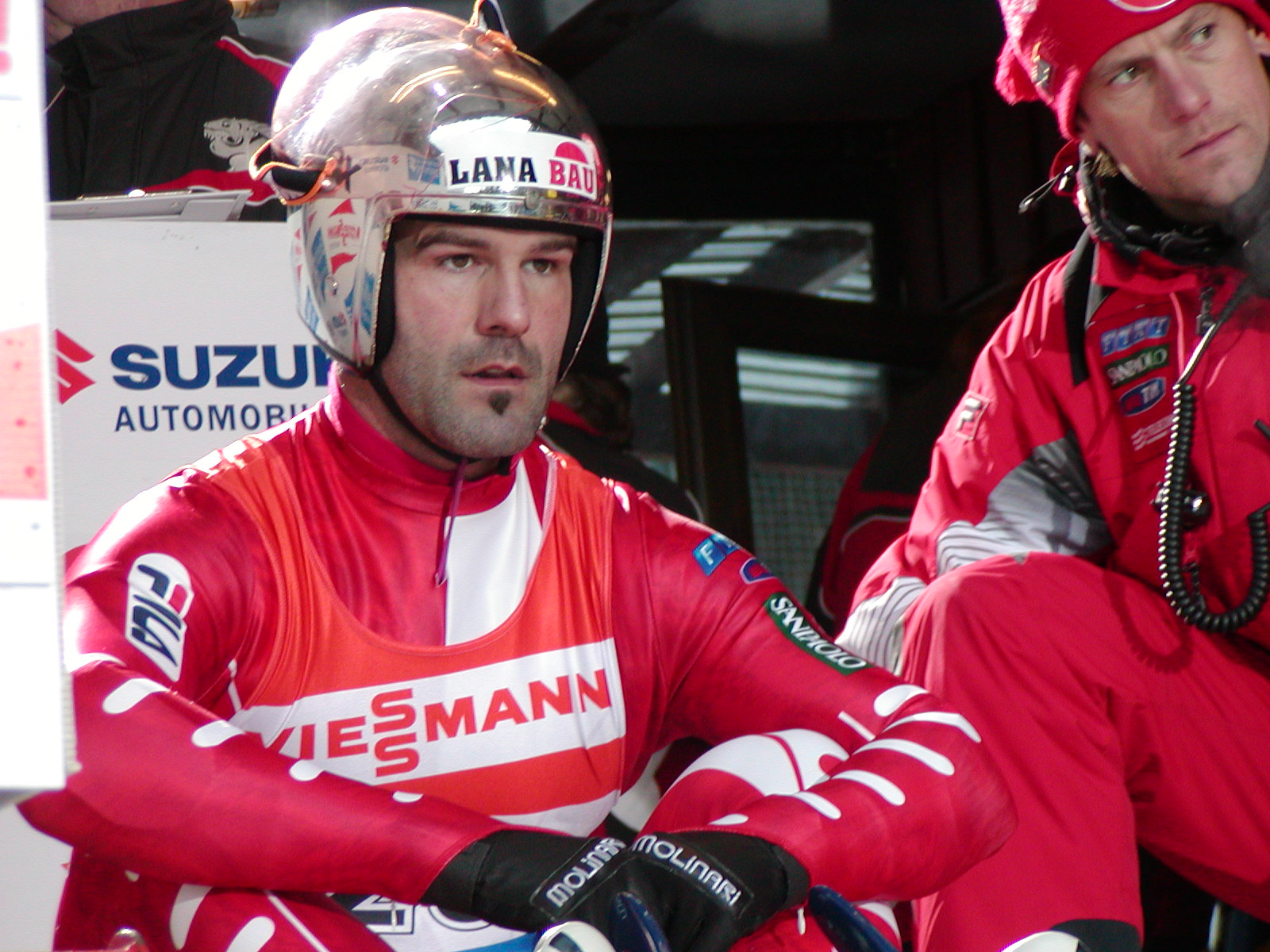
Armin Zöggeler, Olympisch kampioen 2002 en 2006, zes medailles 1994-2014
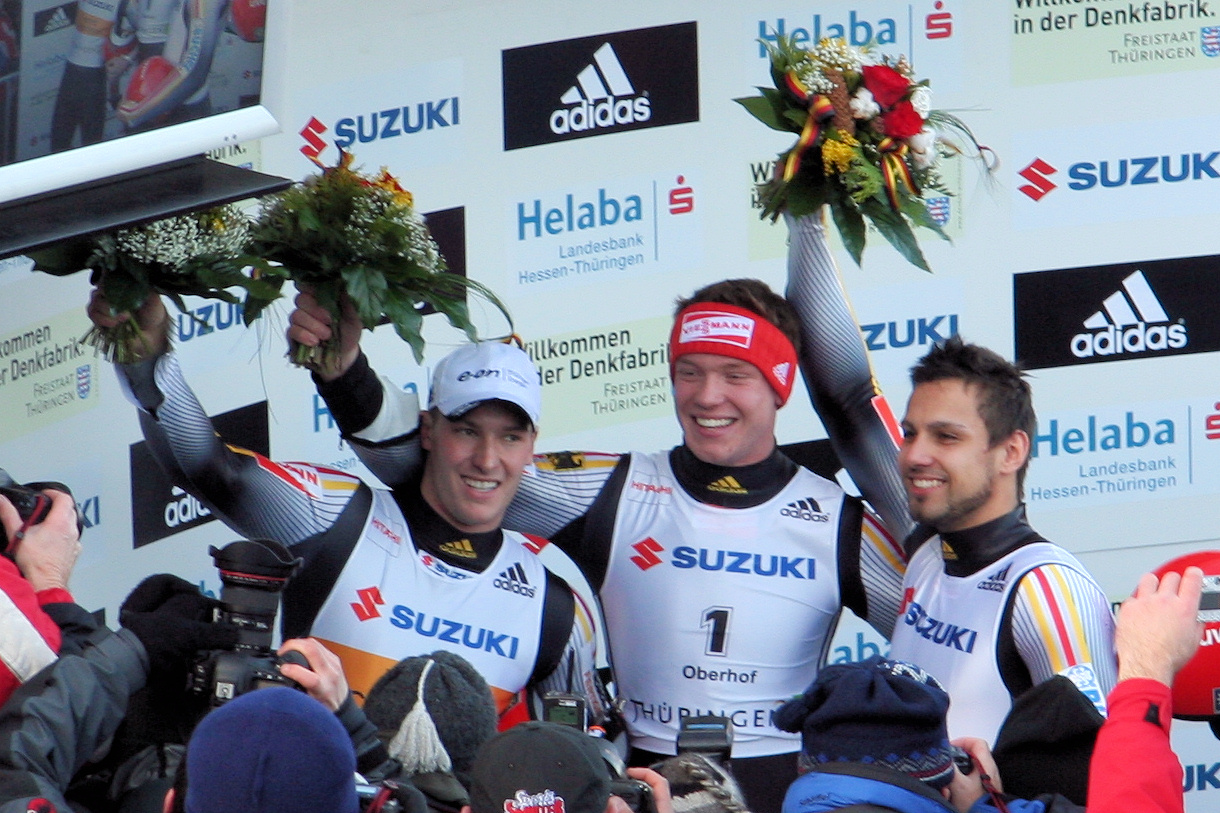
Felix Loch, Olympisch kampioen 2010 en 2014

| Editie | Goud | Goud              | Zilver | Zilver                | Brons | Brons                 |
| ------ | ---- | ----------------- | ------ | --------------------- | ----- | --------------------- |
| 1964   | EUA  | Thomas Köhler     | EUA    | Klaus-Michael Bonsack | EUA   | Hans Plenk            |
| 1968   | AUT  | Manfred Schmid    | GDR    | Thomas Köhler         | GDR   | Klaus-Michael Bonsack |
| 1972   | GDR  | Wolfgang Scheidel | GDR    | Harald Ehrig          | GDR   | Wolfram Fiedler       |
| 1976   | GDR  | Dettlef Günther   | FRG    | Josef Fendt           | GDR   | Hans Rinn             |
| 1980   | GDR  | Bernhard Glass    | ITA    | Paul Hildgartner      | FRG   | Anton Winkler         |
| 1984   | ITA  | Paul Hildgartner  | URS    | Sergej Danilin        | URS   | Valeri Doedin         |
| 1988   | GDR  | Jens Müller       | FRG    | Georg Hackl           | URS   | Joeri Khartsjenko     |
| 1992   | GER  | Georg Hackl       | AUT    | Markus Prock          | AUT   | Markus Schmidt        |
| 1994   | GER  | Georg Hackl       | AUT    | Markus Prock          | ITA   | Armin Zöggeler        |
| 1998   | GER  | Georg Hackl       | ITA    | Armin Zöggeler        | GER   | Jens Müller           |
| 2002   | ITA  | Armin Zöggeler    | GER    | Georg Hackl           | AUT   | Markus Prock          |
| 2006   | ITA  | Armin Zöggeler    | RUS    | Albert Demtsjenko     | LAT   | Mārtiņš Rubenis       |
| 2010   | GER  | Felix Loch        | GER    | David Möller          | ITA   | Armin Zöggeler        |
| 2014   | GER  | Felix Loch        | RUS    | Albert Demtsjenko     | ITA   | Armin Zöggeler        |
| 2018   | AUT  | David Gleirscher  | USA    | Chris Mazdzer         | GER   | Johannes Ludwig       |
| 2022   | GER  | Johannes Ludwig   | AUT    | Wolfgang Kindl        | ITA   | Dominik Fischnaller   |

| Land   | Goud | Zilver | Brons | Tot. |
| ------ | ---- | ------ | ----- | ---- |
| GER    | 6    | 2      | 2     | 10   |
| GDR    | 4    | 2      | 3     | 9    |
| ITA    | 3    | 2      | 4     | 9    |
| AUT    | 2    | 3      | 2     | 7    |
| EUA    | 1    | 1      | 1     | 3    |
| FRG    | 0    | 2      | 1     | 3    |
| URS    | 0    | 1      | 2     | 3    |
| RUS    | 0    | 2      | 0     | 2    |
| USA    | 0    | 1      | 0     | 1    |
| LAT    | 0    | 0      | 1     | 1    |
| Totaal | 16   | 16     | 16    | 48   |

Meervoudige medaillewinnaars
| Succesvolste | Meervoudige                                                            |
| --- | ---------------------------------------------------------------------- |
| 3-2-0 / Georg Hackl 2-1-3 Armin Zöggeler 2-0-0 Felix Loch 1-1-0 Thomas Köhler 1-1-0 Paul Hildgartner 1-0-1 / Jens Müller 1-0-1 Johannes Ludwig | 0-2-1 Markus Prock 0-2-0 Albert Demtsjenko 0-1-1 Klaus-Michael Bonsack |

- Georg Hackl,
Olympisch kampioen 1992, 1994 en 1998
- Armin Zöggeler,
Olympisch kampioen 2002 en 2006,
zes medailles 1994-2014
- Felix Loch,
Olympisch kampioen 2010 en 2014

## Vrouwen enkel
| Editie | Goud | Goud                 | Zilver | Zilver               | Brons | Brons                |
| ------ | ---- | -------------------- | ------ | -------------------- | ----- | -------------------- |
| 1964   | EUA  | Ortrun Enderlein     | EUA    | Ilse Geisler         | AUT   | Helene Thurner       |
| 1968   | ITA  | Erica Lechner        | FRG    | Christa Schmuck      | FRG   | Angelika Dünhaupt    |
| 1972   | GDR  | Anna-Maria Müller    | GDR    | Ute Rührold          | GDR   | Margit Schumann      |
| 1976   | GDR  | Margit Schumann      | GDR    | Ute Rührold          | FRG   | Elisabeth Demleitner |
| 1980   | URS  | Vera Sosoelja        | GDR    | Melitta Sollmann     | URS   | Ingrida Amantova     |
| 1984   | GDR  | Steffi Martin        | GDR    | Bettina Schmidt      | GDR   | Ute Weiß             |
| 1988   | GDR  | Steffi Walter-Martin | GDR    | Ute Oberhoffner-Weiß | GDR   | Cerstin Schmidt      |
| 1992   | AUT  | Doris Neuner         | AUT    | Angelika Neuner      | GER   | Susi Erdmann         |
| 1994   | ITA  | Gerda Weissensteiner | GER    | Susi Erdmann         | AUT   | Andrea Tagwerker     |
| 1998   | GER  | Silke Kraushaar      | GER    | Barbara Niedernhuber | AUT   | Angelika Neuner      |
| 2002   | GER  | Sylke Otto           | GER    | Barbara Niedernhuber | GER   | Silke Kraushaar      |
| 2006   | GER  | Sylke Otto           | GER    | Silke Kraushaar      | GER   | Tatjana Hüfner       |
| 2010   | GER  | Tatjana Hüfner       | AUT    | Nina Reithmayer      | GER   | Natalie Geisenberger |
| 2014   | GER  | Natalie Geisenberger | GER    | Tatjana Hüfner       | USA   | Erin Hamlin          |
| 2018   | GER  | Natalie Geisenberger | GER    | Dajana Eitberger     | CAN   | Alex Gough           |
| 2022   | GER  | Natalie Geisenberger | GER    | Anna Berreiter       | ROC   | Tatjana Ivanova      |

| Land   | Goud | Zilver | Brons | Tot. |
| ------ | ---- | ------ | ----- | ---- |
| GER    | 7    | 7      | 4     | 18   |
| GDR    | 4    | 5      | 3     | 12   |
| ITA    | 2    | 0      | 0     | 2    |
| AUT    | 1    | 2      | 3     | 6    |
| EUA    | 1    | 1      | 0     | 2    |
| URS    | 1    | 0      | 1     | 2    |
| FRG    | 0    | 1      | 2     | 3    |
| CAN    | 0    | 0      | 1     | 1    |
| ROC    | 0    | 0      | 1     | 1    |
| USA    | 0    | 0      | 1     | 1    |
| Totaal | 16   | 16     | 16    | 48   |

Meervoudige medaillewinnaars
| Succesvolste | Meervoudige |
| --- | --- |
| 3-0-1 Natalie Geisenberger 2-0-0 Steffi (Walter-) Martin 2-0-0 Sylke Otto 1-1-1 Silke Kraushaar 1-1-1 Tatjana Hüfner 1-0-1 Margit Schumann | 0-2-0 Ute Rührold 0-2-0 Barbara Niedernhuber 0-1-1 Ute (Oberhoffner-) Weiß 0-1-1 Susi Erdmann 0-1-1 Angelika Neuner |

## Dubbel open
| Editie | Goud | Goud                                | Zilver | Zilver                               | Brons | Brons                                     |
| ------ | ---- | ----------------------------------- | ------ | ------------------------------------ | ----- | ----------------------------------------- |
| 1964   | AUT  | Manfred Stengl Josef Feistmantl     | AUT    | Reinhold Senn Helmut Thaler          | ITA   | Walter Außendorfer Sigisfredo Mair        |
| 1968   | GDR  | Thomas Köhler Klaus-Michael Bonsack | AUT    | Manfred Schmid Ewald Walch           | FRG   | Wolfgang Winkler Fritz Nachmann           |
| 1972   | GDR  | Reinhard Bredow Horst Hörnlein      |        |                                      | GDR   | Klaus-Michael Bonsack Wolfram Fiedler     |
| 1972   | ITA  | Walter Plaikner Paul Hildgartner    |        |                                      | GDR   | Klaus-Michael Bonsack Wolfram Fiedler     |
| 1976   | GDR  | Norbert Hahn Hans Rinn              | FRG    | Hans Brandner Balthasar Schwarm      | AUT   | Rudolf Schmid Franz Schachner             |
| 1980   | GDR  | Norbert Hahn Hans Rinn              | ITA    | Peter Gschnitzer Karl Brunner        | FRG   | Georg Fluckinger Karl Schrott             |
| 1984   | FRG  | Franz Wembacher Hans Stanggassinger | URS    | Jevgeni Beloessov Aleksandr Beljakov | GDR   | Jörg Hoffmann Jochen Pietzsch             |
| 1988   | GDR  | Jochen Pietzsch Jörg Hoffmann       | GDR    | Stefan Krauße Jan Behrendt           | FRG   | Thomas Schwab Wolfgang Staudinger         |
| 1992   | GER  | Jan Behrendt Stefan Krauße          | GER    | Yves Mankel Thomas Rudolph           | ITA   | Hansjörg Raffl Norbert Huber              |
| 1994   | ITA  | Wilfried Huber Kurt Brugger         | ITA    | Hansjörg Raffl Norbert Huber         | GER   | Stefan Krauße Jan Behrendt                |
| 1998   | GER  | Jan Behrendt Stefan Krauße          | USA    | Chris Thorpe Gordon Sheer            | USA   | Mark Grimmette Brian Martin               |
| 2002   | GER  | Patric Leitner Alexander Resch      | USA    | Mark Grimmette Brian Martin          | USA   | Chris Thorpe Clay Ives                    |
| 2006   | AUT  | Andreas Linger Wolfgang Linger      | GER    | André Florschütz Torsten Wustlich    | ITA   | Gerhard Plankensteiner Oswald Haselrieder |
| 2010   | AUT  | Andreas Linger Wolfgang Linger      | LAT    | Andris Šics Juris Šics               | GER   | Patric Leitner Alexander Resch            |
| 2014   | GER  | Tobias Wendl Tobias Arlt            | AUT    | Andreas Linger Wolfgang Linger       | LAT   | Andris Šics Juris Šics                    |
| 2018   | GER  | Tobias Wendl Tobias Arlt            | AUT    | Peter Penz Georg Fischler            | GER   | Toni Eggert Sascha Benecken               |
| 2022   | GER  | Tobias Wendl Tobias Arlt            | GER    | Toni Eggert Sascha Benecken          | AUT   | Thomas Steu Lorenz Koller                 |

| Land   | Goud | Zilver | Brons | Tot. |
| ------ | ---- | ------ | ----- | ---- |
| GER    | 6    | 3      | 3     | 12   |
| GDR    | 5    | 1      | 2     | 8    |
| AUT    | 3    | 4      | 3     | 10   |
| ITA    | 2    | 2      | 3     | 7    |
| FRG    | 1    | 1      | 2     | 4    |
| USA    | 0    | 2      | 2     | 4    |
| LAT    | 0    | 1      | 1     | 2    |
| URS    | 0    | 1      | 0     | 1    |
| Totaal | 17   | 15     | 16    | 48   |

Meervoudige medaillewinnaars
| Succesvolste | Meervoudige |
| --- | --- |
| 3-0-0 Tobias Arlt 3-0-0 Tobias Wendl 2-1-1 / Jan Behrendt 2-1-1 / Stefan Krauße 2-1-0 Andreas Linger 2-1-0 Wolfgang Linger 2-0-0 Norbert Hahn 2-0-0 Hans Rinn 1-0-1 Klaus-Michael Bonsack 1-0-1 Jörg Hoffmann 1-0-1 Jochen Pietzsch 1-0-1 Patric Leitner 1-0-1 Alexander Resch | 0-1-1 Norbert Huber 0-1-1 Hansjörg Raffl 0-1-1 Mark Grimmette 0-1-1 Brian Martin 0-1-1 Chris Thorpe 0-1-1 Andris Šics 0-1-1 Juris Šics 0-1-1 Sascha Benecken 0-1-1 Toni Eggert |

## Landenteam
| Editie | Goud                                                                    | Goud                                                                    | Zilver                                                                         | Zilver                                                                         | Brons                                                                | Brons                                                                |
| ------ | ----------------------------------------------------------------------- | ----------------------------------------------------------------------- | ------------------------------------------------------------------------------ | ------------------------------------------------------------------------------ | -------------------------------------------------------------------- | -------------------------------------------------------------------- |
| 2014   | Duitsland Natalie Geisenberger Felix Loch Tobias Wendl Tobias Arlt      | Duitsland Natalie Geisenberger Felix Loch Tobias Wendl Tobias Arlt      | Rusland Tatjana Ivanova Albert Demtsjenko Alexander Denisjev Vladislav Antonov | Rusland Tatjana Ivanova Albert Demtsjenko Alexander Denisjev Vladislav Antonov | Letland Elīza Tīruma Mārtiņš Rubenis Andris Šics Juris Šics          | Letland Elīza Tīruma Mārtiņš Rubenis Andris Šics Juris Šics          |
| 2018   | Duitsland Natalie Geisenberger Johannes Ludwig Tobias Wendl Tobias Arlt | Duitsland Natalie Geisenberger Johannes Ludwig Tobias Wendl Tobias Arlt | Canada Alex Gough Samuel Edney Justin Snith Tristan Walker                     | Canada Alex Gough Samuel Edney Justin Snith Tristan Walker                     | Oostenrijk Madeleine Egle David Gleirscher Peter Penz Georg Fischler | Oostenrijk Madeleine Egle David Gleirscher Peter Penz Georg Fischler |
| 2022   | Duitsland Natalie Geisenberger Johannes Ludwig Tobias Wendl Tobias Arlt | Oostenrijk Madeleine Egle Wolfgang Kindl Thomas Steu Lorenz Koller      | Oostenrijk Madeleine Egle Wolfgang Kindl Thomas Steu Lorenz Koller             | Letland Elīza Tīruma Kristers Aparjods Mārtiņš Bots Roberts Plūme              | Letland Elīza Tīruma Kristers Aparjods Mārtiņš Bots Roberts Plūme    |                                                                      |

| Land   | Goud | Zilver | Brons | Tot. |
| ------ | ---- | ------ | ----- | ---- |
| GER    | 3    | 0      | 0     | 3    |
| AUT    | 0    | 1      | 1     | 2    |
| CAN    | 0    | 1      | 0     | 1    |
| RUS    | 0    | 1      | 0     | 1    |
| LAT    | 0    | 0      | 2     | 2    |
| Totaal | 3    | 3      | 3     | 9    |

Meervoudige medaillewinnaars
| Succesvolste                                                                          | Meervoudige                             |
| ------------------------------------------------------------------------------------- | --------------------------------------- |
| 3-0-0 Tobias Arlt 3-0-0 Natalie Geisenberger 3-0-0 Tobias Wendl 2-0-0 Johannes Ludwig | 0-1-1 Madeleine Egle 0-0-2 Elīza Tīruma |

## Clean sweeps
In onderstaand overzicht staan alle onderdelen waarop een land het volledige podium in beslag nam.
| Spelen | Onderdeel | NOC | Goud                 | Zilver                | Brons           |
| ------ | --------- | --- | -------------------- | --------------------- | --------------- |
| 1964   | Enkel (m) | EUA | Thomas Köhler        | Klaus-Michael Bonsack | Hans Plenk      |
| 1972   | Enkel (m) | GDR | Wolfgang Scheidel    | Harald Ehrig          | Wolfram Fiedler |
| 1972   | Enkel (v) | GDR | Anna-Maria Müller    | Ute Rührold           | Margit Schumann |
| 1984   | Enkel (v) | GDR | Steffi Martin        | Bettina Schmidt       | Ute Weiß        |
| 1988   | Enkel (v) | GDR | Steffi Walter-Martin | Ute Oberhoffner-Weiß  | Cerstin Schmidt |
| 2002   | Enkel (v) | GER | Sylke Otto           | Barbara Niedernhuber  | Silke Kraushaar |
| 2006   | Enkel (v) | GER | Sylke Otto           | Silke Kraushaar       | Tatjana Hüfner  |

Innsbruck 1964 · 
Grenoble 1968 · 
Sapporo 1972 · 
Innsbruck 1976 · 
Lake Placid 1980 · 
Sarajevo 1984 · 
Calgary 1988 · 
Albertville 1992 · 
Lillehammer 1994 · 
Nagano 1998 · 
Salt Lake City 2002 · 
Turijn 2006 · 
Vancouver 2010 · 
Sotsji 2014 · 
Pyeongchang 2018 · 
Peking 2022 
Lijst van olympische medaillewinnaars